# الأحجار الجافة

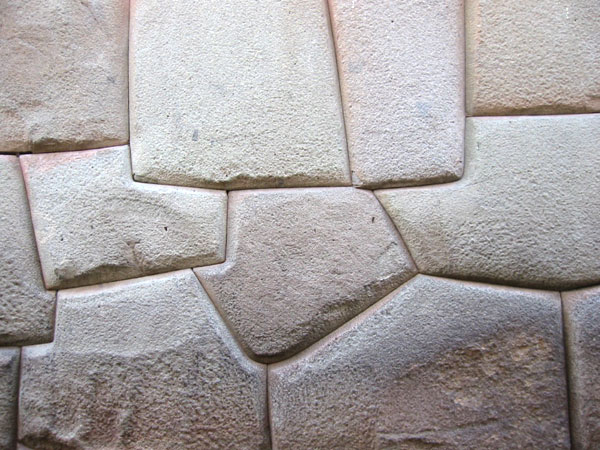
جدار الإنكا لبناء الحجر الجاف في كوسكو، بيرو

الأحجار الجافة (بالإنجليزية: Dry stone)‏، تسمى أحيانًا drystack أو، في اسكتلندا، drystane، هي طريقة بناء يتم من خلالها بناء الهياكل من الحجارة دون أي ملاط لربطها ببعضها البعض. الهياكل الحجرية الجافة مستقرة بسبب طريقة بنائها، والتي تتميز بوجود واجهة حاملة من الأحجار المتشابكة المختارة بعناية.
يُعرف البناء بالحجر الجاف بشكل أفضل في سياق الجدران الحجرية، والتي تُستخدم تقليديًا لحدود الحقول وساحات الكنائس، أو كجدران استنادية للمدرجات، ولكن توجد أيضًا منحوتات حجرية جافة ومباني وجسور وهياكل أخرى. لا يميل المصطلح إلى استخدامه للعديد من الأساليب التاريخية التي استخدمت الحجر بدقة الشكل، ولكنها لم تستخدم الملاط، على سبيل المثال المعبد اليوناني وهندسة الإنكا.
تم إدراج فن الجدران الحجرية الجافة في عام 2018 في قائمة ممثل اليونسكو للتراث الثقافي غير المادي للبشرية، للجدران الحجرية الجافة في بلدان مثل فرنسا واليونان وإيطاليا وسلوفينيا وكرواتيا وسويسرا وإسبانيا.

## تاريخ

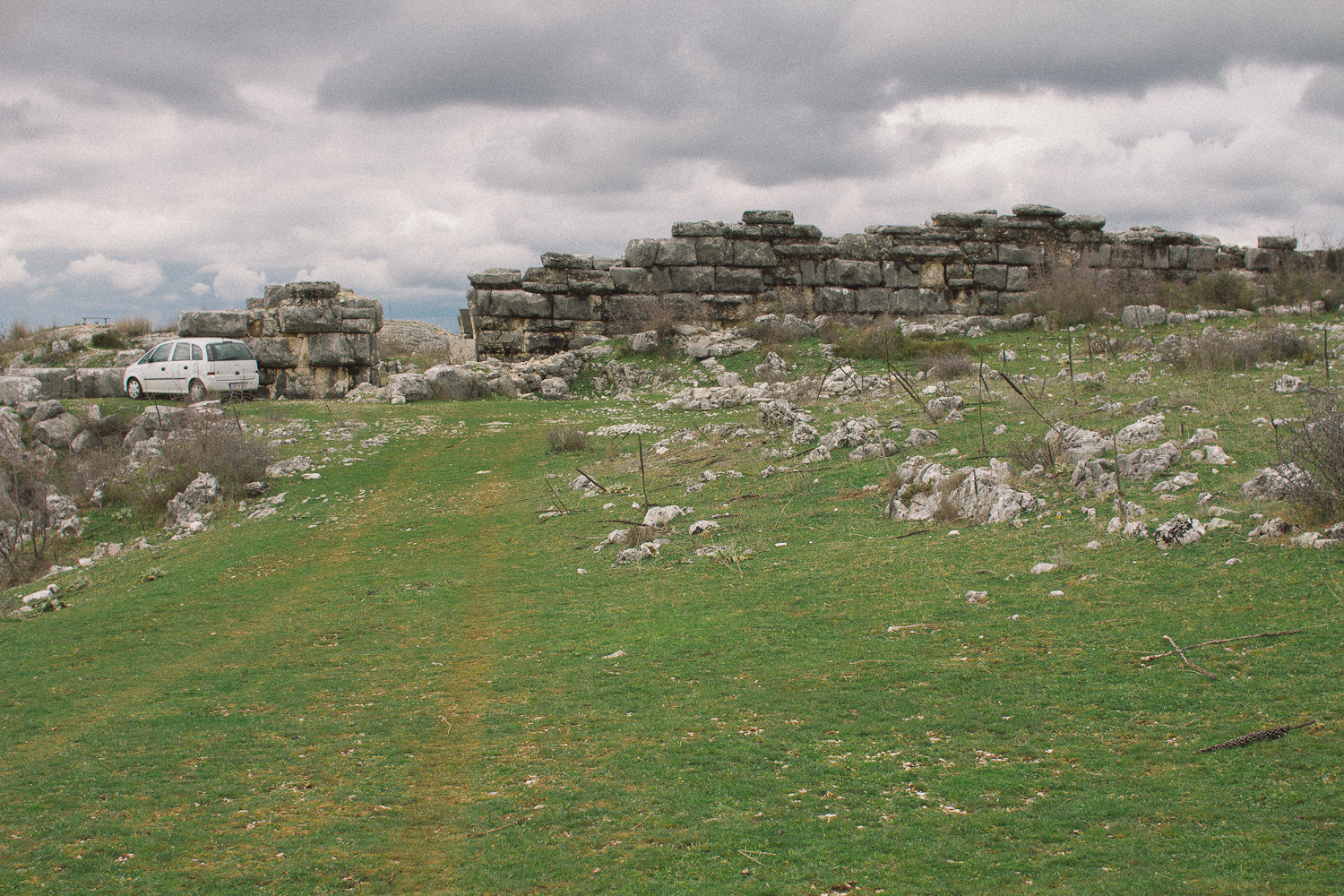
داورسون، البوسنة، بُنيت حول مستوطنة محصنة مركزية أو أكروبوليس عصور ما قبل التاريخ (كانت موجودة هناك cca. 17-16 حتى نهاية العصر البرونزي، cca. 9-8 ج. قبل الميلاد)، محاطًا بجدران سيكلوبية (على غرار موكناي) مؤرخة في القرن الرابع الميلادي. قبل الميلاد.

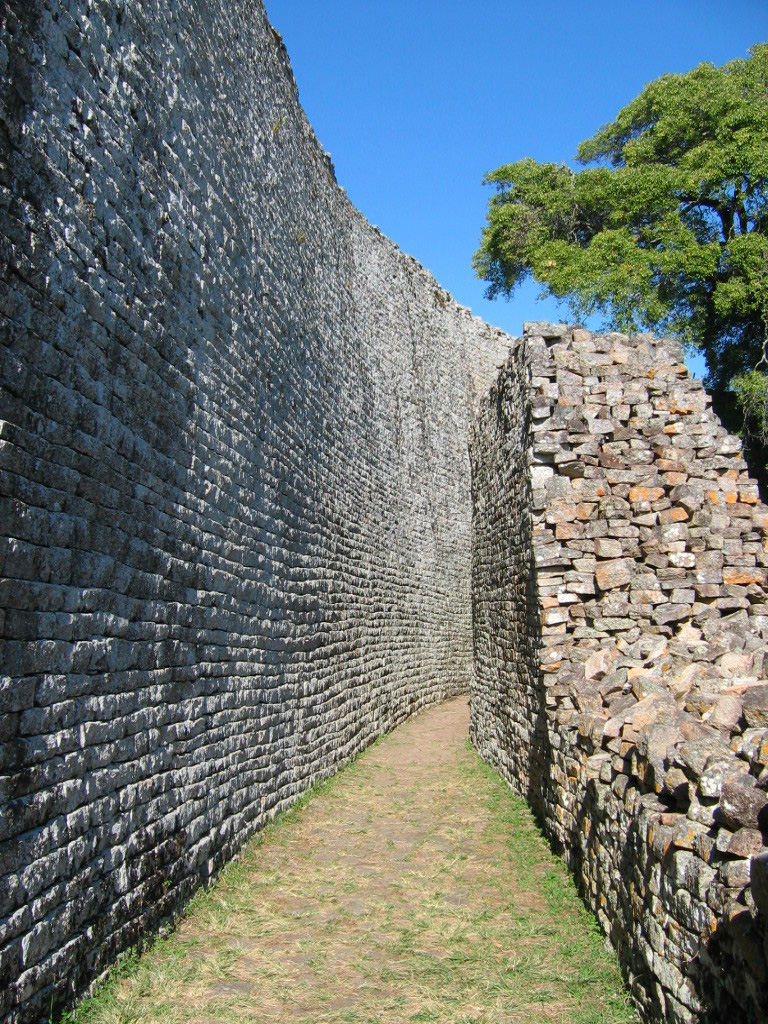
ممر تضرر جزئيًا في الضميمة العظمى لزيمبابوي العظمى، يوضح تفاصيل البناء بالحجر الجاف للجدران

يعود تاريخ بعض إنشاءات الجدران الحجرية الجافة في شمال غرب أوروبا إلى العصر الحجري الحديث. في مقاطعة مايو، أيرلندا، تم تأريخ نظام حقل كامل مصنوع من جدران حجرية جافة، منذ ذلك الحين مغطى بالخث، بالكربون إلى 3800 قبل الميلاد. في بليز، توضح أطلال حضارة المايا في لوبانتم استخدام البناء بالحجر الجاف في الهندسة المعمارية في القرنين الثامن والتاسع الميلادي.
زيمبابوي العظمى في زيمبابوي، إفريقيا، هي مجمع مدينة كبير يشبه الأكروبوليس ذو أهمية هائلة، تم تشييده في الحجر الجاف من القرن الحادي عشر إلى القرن الخامس عشر الميلادي. إنه أكبر الهياكل ذات الإنشاءات المماثلة في جميع أنحاء المنطقة.
تم تأريخ أسوار الأكروبوليس في ميسينا باليونان إلى عام 1350 قبل الميلاد وتاريخ أسوار تيرين قبل ذلك بقليل.